# ブラックフロント (オランダ)
ブラックフロントまたは黒色戦線（オランダ語: Zwart Front、英語: Black Front）は、1934年から1941年まで存在した、オランダのファシストによる政党。

## 概要
オランダのブラックフロントは、1934年にオランダファシスト連盟(ANFB)の南部部門から生まれた。ANFBの地域組織化担当のArnold Meijer(en)が党首のJan Baars(en)と口論となり、自分の支持者を率いて結成した。ブラックフロントは多数のより小規模な運動に取り変わってすぐに浮上し、社会の末端層の中から支持を得た。
ブラックフロントはANFBの運動と類似していたが、Meijer自身の宗教上の信仰心により、よりカトリックの傾向を強調した。ブラックフロントは、オランダ国家社会主義運動(en)と闘争しながらもその支持を得て、1940年には「ナショナルフロント」に組み込まれた。紋章はオランダの国旗（オレンジ、白、青のプリンス旗）の中央にファスケスを配置したものが使用された。
1941年にナショナルフロントは、メンバーが国家社会主義ドイツ労働者党（ナチス）の奉仕活動をする前の誓約をドイツよりもオランダに対して行う許可を求めたとの理由により、ドイツによって禁止された。